# 14334 Lindarueger
14334 Lindarueger eller 1981 EE38 är en asteroid i huvudbältet som upptäcktes den 1 mars 1981 av den amerikanska astronomen Schelte J. Bus vid Siding Spring-observatoriet. Den är uppkallad efter Linda Rueger.
Asteroiden har en diameter på ungefär 6 kilometer.